# ジヤクス
株式会社ジヤクス (JAX) は、東京都に所在していた輸入車インポーターであり、1980年代のフィアットやルノーのインポーターとして有名であった。

## 歴史
1970年、世田谷区にて輸入中古車ディーラー「大協自動車販売株式会社」として設立。Miniの並行輸入を経て、1975年、社名をジヤクス・カーセールスに変更する。1981年フィアット、アウトビアンキの日本輸入元となり、翌1982年にJAIAに加盟。さらに1984年にはシーサイドモーターが倒産後、しばらく空白となっていたランボルギーニの日本代理店となり、1986年には社名をジヤクスに変更する。
1986年にはキャピタル企業（株）が撤退したルノーの輸入権を獲得したが、エピソードとしては当時の社長がフランスのルノー本社へ行って輸入権を即日に獲得したといわれている。翌1987年には民族系インポーターでは珍しく株式を公開した。その頃にはテレビ東京「ビジネスマンNEWS」、日本テレビ「読売新聞 明日の朝刊」、フジテレビ「中央競馬ダイジェスト」のスポンサーとして、ルノーのテレビCMを放送した。後者番組は「11PM」のすぐ後の番組で、CM構成として、各店舗の店長と思しき人が社員を呼び、「こちらのルノー・ヴァンサンクを○○○円でご奉仕中」等と社員が推奨品を口早に紹介するという（勿論頻繁に内容は刷新される）一度見たら印象に残る造りで（最後に電話番号を言うのも恒例）名物CMであった。
フィアットについては1989年に住友商事グループのサミットモータースジャパンに輸入権を譲り、ルノー専門の輸入元として活躍していたが、バブル崩壊により業績が落ち込んだ。
そんな中、ヤナセがフォルクスワーゲンの輸入・販売から撤退することを表明、首都圏でのディーラー網を確保したかったフォルクスワーゲン日本がJAXを買収した。同時にルノーの輸入・販売から撤退したため、ヤナセ系のフランス・モーターズ設立まで、ルノーの輸入が途切れることとなった。

## 電話番号
- 各営業所の電話番号の下4桁は「9999」で統一されていたが、江戸川店｢9991｣ 千葉北店｢9099｣の様に例外も存在していた。

現在でもフォルクスワーゲン東京の営業所の電話番号に9999が多いのはその名残といえる。